# غابرييلا سابو
غابرييلا سابو ((بالرومانية: Gabriela Szabo)، مزدادة في 14 نوفمبر 1975) هي عدائة أولمبية رومانية، حصلت على ذهبية الألعاب الأولمبية الصيفية في 5000 متر، إضافة إلى 3 ذهبيات في كل من بطولة العالم لألعاب القوى وبطولة العالم لألعاب القوى داخل الصالات. تتخصص سابو في كل من 1500، 3000 و 5000 متر.
ولدت غابرييلا لأم رومانية وأب مجري، وصرحت أنها على الرغم من أصلها المجري إلى أنها لاتجيد اللغة المجرية إطلاقا. تعتبر سازبو بطلة رومانية، دربها خلال مسيرتها «زولف غيونغيوسي»، وتزوجا بعد ذلك حيث اعتزلت ألعاب القوى في مايو 2015 بسبب الإرهاق، ورغم ذلك لاتزال تحمل الرقم القياسي الأوروبي في 3000 متر بتوقيت 8:21.42.
في 19 أغسطس 2013 ، حصلت على لقب «السفير الروماني للسياحة» بالإضافة إلى 7 شخصيات ثقافية ورياضية أخرى في رومانيا. وفي 5 مارس 2014، تم تعيينها وزيرة للشباب والرياضة في حكومة فيكتور بونتا الاجتماعية الديمقراطية.